# Sound Loaded
Sound Loaded (en español: «Sonido cargado») es el sexto álbum de estudio del cantante puertorriqueño Ricky Martin, lanzado al mercado por Columbia Records el 14 de septiembre de 2000. El álbum ha sido acreditado por ventas mundiales de sobre 7 millones de copias, incluye el sencillo "She Bangs" y "Nobody Wants to Be Lonely". El álbum es considerado no tan exitoso en comparación con el previo álbum auto titulado de Martin de 1999.

## Personal
- She Bangs
  - Escrito por Robi Draco Rosa, Walter Afanasieff y Desmond Child
  - Productores: Robi Draco Rosa, Walter Afanasieff
  - Las voces de plomo producido por Desmond Child
  - Grabada por Dave Reitzas, Dave Gleeson, Mike Couzi, Gregg Bieck, Jules Gondar
  - Mezclado por Tony Maserati
  - Programación adicional: Robert Conley
  - Ingenieros asistentes: Andy Manganno, Fabian Marascillo, Larry Brooks, Graig Lozowick, Conrad Golding, Nathan Malki, Juan Turek, Germán Ortiz, Jimmy Hoysen, John Hendrickson, Aaron Shannon

- Saint Tropez

Escrito por Robi Draco Rosa y Desmond Child
Producido por Desmond Child
Mezclado por David Thoener
Grabada por Rob Eaton y Jules Gondar
Ingeniería adicional por Nathan Malki, Craig Lozowick, Germán Ortiz, Mateo Gruber, Oswald Wiz hueso, Chris Carroll
Ingenieros Asistentes: Germán Ortiz, Conrad Golding, Juan Turek, Jimmy Hoyson, John Hendrickson, Jorge Gonzalez
- Come to Me

Escrito por Robi Draco Rosa, David Resnik y James Goodwin
Producida por George Noriega, Emilio Estefan, Jr. para el creciente de la luna, Inc.
Grabado por Gustavo Celis, Charles Dye, FreddyPiñero, Jr.
Mezclado por Mick Guzauski
Ingenieros Asistentes: Gustavo Bonnet, Chris Wiggins, Ken Theis, Roger Gonzalez, Dino Herrmann, Alan Sanderson, Jenn Hilliard, Tom Bender
- Loaded

Escrito por Robi Draco Rosa, George Noriega y Jon Secada
Producido por Robi Draco Rosa / George Noriega y Emilio Estefan Jr. por Luna creciente, Inc.
Grabado por Gustavo Celis, Freddy Piñero, Jr., Peter McCabe, Charles Tinte
Mezclado por Sebastián Krys
Ingenieros Asistentes: Gustavo Bonnet, Ed Williams, de Tony Mardini, Mike Rivera, Chris Wiggins
- Nobody Wants to be Lonely

Escrito por Desmond Child, Victoria Shaw & Gary Burr
Producido por Desmond Child
Mezclado por Rob Eaton y Jules Gondar
Grabada por Rob Eaton y Jules Gondar
Ingeniería adicional por Sheldon Steiger, Nathan Malki, Craig Lozowick, Germán Ortiz, Mateo Gruber, Oswald Wiz Bone & Chris Carroll
Ingenieros Asistentes: Germán Ortiz, Conrad Golding, Juan Turek, Jimmy Hoyson, John Hendrickson, Jorge González, Damien Kutny
- Amor

Escrito por Robi Draco Rosa, Randall M. Barlow y Liza Quintana
Producido por Robi Draco Rosa / Randall M. Barlow y Emilio Estefan, Jr. para el creciente de la luna, Inc.
Grabada por Sebastián Krys, Freddy Piñero, Jr., Marcelo Añez, Charles Tinte
Mezclado por David Thoener
Ingenieros asistentes: Ed Williams, Ken Theis, Scott Kieklak
- Jezabel

Escrito por Desmond Child & Peter Amato
Producido por Desmond Child
Grabada por Rob Eaton, Jules Gondar
Mezclado por Rob Eaton
Ingeniería adicional por Nathan Malki, Craig Lozowick, Germán Ortiz, Mateo Gruber, Oswald Wiz Bone & Chris Carroll
Ingenieros Asistentes: Germán Ortiz, Conrad Golding, Juan Turek, Jimmy Hoyson, John Hendrickson, Jorge González, Damien Kutny
- The Touch

Escrito por Desmond Child & Diane Warren
Producido por Desmond Child
Mezclado por Mick Guzauski
Grabada por Rob Eaton, Jules Gondar
Ingeniería adicional por Nathan Malki, Craig Lozowick, Germán Ortiz, Mateo Gruber, Oswald Wiz Bone & Chris Carroll
Ingenieros Asistentes: Germán Ortiz, Conrad Golding, Juan Turek, Tom Bender, Jimmy Hoyson, John Hendrickson, Jorge Gonzalez
- One Night Man

Escrito por Steve Morales, Jon Secada, Kara Dioguardi, Manny López, David Siegel
Producido y arreglado por Steve Morales por Steve millones de dólares Música
Producciones, Inc. / Emilio Estefan, Jr. para el creciente de la luna, Inc.
Las voces de plomo producido por Jon Secada y Steve Morales
Co-Producido por Daniel López
Grabado por Shane Stoner, Freddy Piñero, Jr., Marco Gamboa
Mezclado por Sebastián Krys
Ingenieros asistentes: Chris Wiggins, Mike Rivera, Ken Theis, de Tony Mardini, Jimmy Hoyson, John Hendrickson, Steve Genewick
- She Bangs (Versión en español)

Escrito por Robi Rosa, Walter Afanasieff, Desmond Child, Glenn Monroig, Julia Sierra y Daniel López
Productores: Robi Draco Rosa, Walter Afanasieff
Las voces de plomo producido por Desmond Child
Grabada por Dave Reitzas, Dave Gleeson, Mike Couzi, Gregg Bieck, Jules Gondar
Mezclado por Tony Maserati
Programación adicional: Robert Conley
Ingenieros asistentes: Andy Manganno, Fabian Marascillo, Larry Brooks, Craig Lozowick, Conrad Golding, Nathan Malki, Juan Turek, Germán Ortiz, Jimmy Hoysen, John Hendrickson, Aaron Shannon
- Are You in it for Love

Escrito por Paul Barry y Desmond Child
Producida por Mark Taylor para Brian Rawling / Rive Droite MUSIC
Vocal Producida por Desmond Child en el Club del caballero (Miami Beach, FL)
Grabado por Eric Schilling y Jules Gondar
Mezclado por Mark Taylor & Walter Turbitt
Asistente de Ingenieros: Jong Uk Yoon, Conrad Golding
- Ven a mí (Come to me)

Escrito por Robi Draco Rosa, David Resnik, James Goodwin y Daniel López
Producida por George Noriega y Emilio Estefan, Jr. para el creciente de la luna, Inc.
Grabado por Gustavo Celis, Charles Dye, de Tony Mardini
Mezclado por Mick Guzauski
Ingenieros Asistentes: Gustavo Bonnet, Chris Wiggins, Ken Theis, Roger Gonzalez, Alex Caballero, Jorge González, Ed Williams, Tom Bender
- If you Ever Saw Her

Escrito por Paul Barry y Mark Taylor
Producida por Mark Taylor para Brian Rawling / Rive Droite MUSIC
Grabado por Eric Schilling
Mezclado por Mark Taylor
Asistentes: Ingenieros Jong Yoon Uk
- Dame más (Loaded)

Escrito por Robi Draco Rosa, George Noriega, Jon Secada, Roberto Blades, Ricardo Gaitán, Alberto Gaitán
Producido por Robi Draco Rosa / George Noriega y Emilio Estefan, Jr. para el creciente de la luna, Inc.
Grabado por Gustavo Celis, Freddy Piñero, Jr., Peter McCabe, Charles tinte, Scott Canto
Mezclado por Sebastián Krys
Ingenieros Asistentes: Gustavo Bonnet, Ed Williams, de Tony Mardini, Mike Rivera, Chris Wiggins, Ken Theis, Roger Gonzalez
- Cambia la piel

Escrito por Pau Donés
Producido por K.C. Porter para Worldbeat Producciones
Grabado por Steve cementerio, Luis Quine, K.C. Porter, Ron Taylor, Jeff Poe
Mezclado por Benny Faccone
Ingenieros Asistentes: Carlos Santos, Posie Muliadi, Fabian Marasciuloo, Joe Novo, Luis Quine

## Lista de canciones
| Sound Loaded |                               |                                                                                                   |                                                      |          |  |
| N.º          | Título                        | Escritor(es)                                                                                      | Productor                                            | Duración |  |
| 1.           | «She Bangs»                   | Desmond Child · Walter Afanasieff · Robi Draco Rosa · Glenn Monroig · Julia Sierra · Daniel López | Walter Afanasieff · Robi Draco Rosa                  | 4:41     |  |
| 2.           | «Saint Tropez»                | Desmond Child · Robi Draco Rosa                                                                   | Desmond Child                                        | 4:48     |  |
| 3.           | «Come to Me»                  | Robi Draco Rosa · David Resnik · James Goodwin                                                    | Emilio Estefan · George Noriega                      | 4:33     |  |
| 4.           | «Loaded»                      | Jon Secada · Rosa · George Noriega                                                                | Emilio Estefan · Robi Draco Rosa · George Noriega    | 3:53     |  |
| 5.           | «Nobody Wants to Be Lonely»   | Desmomd Child · Victoria Shaw · Gary Burr                                                         | Child                                                | 5:05     |  |
| 6.           | «Amor»                        | Robi Draco Rosa · Randall M. Barlow · Liza Quintana                                               | Emilio Estefan · Robi Draco Rosa · Randall M. Barlow | 3:27     |  |
| 7.           | «Jezabel»                     | Desmond Child · Peter Amato                                                                       | Desmond Child                                        | 3:49     |  |
| 8.           | «The Touch»                   | Diane Warren · Desmond Child                                                                      | Desmond Child                                        | 4:27     |  |
| 9.           | «One Night Man»               | Jon Secada · Steve Morales · David Siegel · Manny López · Kara DioGuardi                          | Emilio Estefan · Steve Morales                       | 3:49     |  |
| 10.          | «She Bangs» (Spanish version) | Desmond Child · Walter Afanasieff · Robi Draco Rosa · Glenn Monroig · Julia Sierra · Daniel López | Walter Afanasieff · Robi Draco Rosa                  | 4:36     |  |
| 11.          | «Are You in It for Love»      | Desmond Child · Paul Barry                                                                        | Mark Taylor                                          | 4:06     |  |
| 12.          | «Ven a mí (Come to Me)»       | Robi Draco Rosa · Daniel López · Resnik · Goodwin                                                 | Emilio Estefan · George Noriega                      | 4:33     |  |
| 13.          | «If You Ever Saw Her»         | Mark Taylor · Paul Barry                                                                          | Mark Taylor                                          | 3:50     |  |
| 14.          | «Dame más»                    | Jon Secada · Rosa · George Noriega · Robert Blades · Ricardo Gaitán · Alberto Gaitán              | Emilio Estefan · Robi Draco Rosa · George Noriega    | 3:53     |  |
| 15.          | «Cambia la piel»              | Pau Donés                                                                                         | K.C. Porter                                          | 5:13     |  |
| 56:43        |                               |                                                                                                   |                                                      |          |  |

© MM. Sony Music Entertainment (Holland). B.V.

## Sencillos
- 2000: «She Bangs»
- 2001: «Nobody Wants to Be Lonely / Sólo quiero amarte»
- 2001: «Loaded»
- 2001: «Cambia la piel»

## Listas

### Listas semanales
| Asia              |                         |    |
| Japón             | Oricon                  | 11 |
| América           |                         |    |
| Canadá            | Canadian Albums Chart   | 3  |
| Estados Unidos    | Billboard 200           | 4  |
| Europa            |                         |    |
| Alemania          | Media Control Charts    | 17 |
| Austria           | Ö3 Austria Top 40       | 23 |
| Bélgica (Flandes) | Ultratop                | 32 |
| Bélgica (Valonia) | Ultratop                | 50 |
| Dinamarca         | Danish Albums Chart     | 13 |
| España            | PROMUSICAE              | 3  |
| Finlandia         | Suomen virallinen lista | 11 |
| Francia           | Album Top 100           | 46 |
| Países Bajos      | MegaCharts              | 38 |
| Hungría           | Mahasz                  | 21 |
| Irlanda           | Top 75 Album Artist     | 38 |
| Italia            | Album Top 20            | 10 |
| Noruega           | VG-lista                | 11 |
| Polonia           | Polish Music Charts     | 17 |
| Reino Unido       | Albums Chart            | 14 |
| Suecia            | Sverigetopplistan       | 3  |
| Suiza             | Swiss Music Charts      | 4  |
| Oceania           |                         |    |
| Australia         | ARIA Charts             | 3  |
| Nueva Zelanda     | Album Top 40            | 9  |

### Lista de fin de año
| 2000           |                         |     |
| Europa         |                         |     |
| Finlandia      | Suomen virallinen lista | 106 |
| Suiza          | Swiss Music Charts      | 71  |
| Oceanía        |                         |     |
| Australia      | Top 100 Albums 2000     | 26  |
| 2001           |                         |     |
| América        |                         |     |
| Estados Unidos | Billboard 200           | 48  |
| Europa         |                         |     |
| Reino Unido    | Albums Chart            | 134 |
| Suecia         | Sverigetopplistan       | 34  |
| Suiza          | Swiss Music Charts      | 100 |

## Certificaciones
| País           | Proveedor  | Año  | Certificación |
| América        |            |      |               |
| Argentina      | CAFIP      | 2000 | Oro           |
| Canadá         | CRIA       | 2000 | 3× Platino    |
| Estados Unidos | RIAA       | 2000 | 2× Platino    |
| México         | AMPROFON   | 2000 | Platino + Oro |
| Europa         |            |      |               |
| Alemania       | BVMI       | 2000 | Oro           |
| España         | PROMUSICAE | 2000 | 2× Platino    |
| Europa         | IFPI       | 2000 | Platino       |
| Finlandia      | IFPI       | 2000 | Oro           |
| Noruega        | IFPI       | 2000 | Oro           |
| Polonia        | AFP        | 2000 | Oro           |
| Reino Unido    | BPI        | 2000 | Platino       |
| Suecia         | IFPI       | 2000 | Platino       |
| Suiza          | IFPI       | 2000 | Oro           |
| Oceanía        |            |      |               |
| Australia      | ARIA       | 2000 | 2× Platino    |
| Nueva Zelanda  | RIANZ      | 2000 | Platino       |